# Javier Conde
Javier Conde Becerra, conocido artísticamente como Javier Conde (Málaga, 1 de febrero de 1975), es un torero español en activo desde 1989 y que está inscrito dentro del Registro de Profesionales Taurinos del Ministerio del Interior con el número 1532. Es conocido, asimismo, su matrimonio con la cantaora flamenca Estrella Morente y las diferentes incursiones que ha realizado dentro del mundo del cine.

## Biografía
El 1 de febrero de 1975 nace Javier Conde Becerra en el barrio de La Malagueta, de la ciudad de Málaga; y en el seno de una familia taurina ya que su padre, Curro Conde, había sido novillero durante su juventud.
Se casó con la cantaora Estrella Morente en la basílica de Nuestra Señora de las Angustias de Granada, el 14 de diciembre de 2001, con la que ha tenido 2 hijos, Curro (2002) y Estrella (2005).

## Novillero
Su formación como novillero transcurre junto al torero Pedro Gutiérrez «El Niño de la Capea» con quien convive en sus primeros años de profesión y quien colabora con él en su puesta a punto en los ruedos.
Vistió de luces por primera vez el 5 de junio de 1989 en Benalmádena. Debutó sin caballos en la Plaza de Toros de Ronda, con Francisco Rivera Ordóñez y con picadores en la plaza de toros de Úbeda (Jaén) el día 29 de marzo de 1992.
De novillero toreó ciento veintiocho novilladas, cortando ciento veintiséis orejas.

## Matador de toros
Tomó la alternativa en la Plaza de toros de la Malagueta (Málaga) el 16 de abril de 1995, cortando tres orejas. Su padrino fue el Niño de la Capea y testigo Jesulín de Ubrique, con el toro: Farolero de Zalduendo.
Debutó en México el 15 de octubre de 1995, en la plaza de Guadalajara, alternando con Eloy Cavazos y David Silveti, y cortó dos orejas. Realizó la confirmación en México el 28 de enero de 1996 con toros de Arroyo Zarco, con Eloy Cavazos y Manolo Mejías y en España en Las Ventas de Madrid el 17 de mayo de 1999 con José Luis Bote y Finito de Córdoba, con el toro: Malaguero de Charro de Llen.
Ha sido triunfador de la Feria Internacional de San Sebastián.
En la temporada 1995 toreó en España: treinta y siete corridas. En 1996 toreó cincuenta y cuatro. En 1997 toreó cuarenta y dos. En 1998 toreó cuarenta. En 1999 toreó treinta y cuatro. En 2000 toreó treinta y una. En 2001 toreó veinte. En 2002 toreó veintisiete. En 2003 toreó cincuenta y ocho. En 2004 toreó ochenta y dos. En 2005 toreó cincuenta y uno. En 2006 toreó treinta y ocho. En 2007 toreó cincuenta y dos.
Apoderados: Manolo Martín; Tomás Campuzano; Fco M. Morilla; J.M.Ojeda; Simón Casas; Manuel Álvarez.

### Temporada 2020
El diestro Javier Conde fue uno de los integrantes del cartel de la corrida celebrada en Osuna (Sevilla) el 1 de agosto de 2020, considerada como la primera corrida de toros que tuvo lugar en Andalucía después del confinamiento ocasionado por la pandemia del Covid-19. En esta ocasión el torero malagueño estuvo acompañado por el rejoneador Diego Ventura y por Enrique Ponce, lidiando una corrida de Julio de la Puerta. A ojos de la crítica, la actuación de Conde no fue la más conveniente puesto que recibió, como resultado artístico, pitos y bronca.

## Actor
Paralelamente a su carrera profesional como torero, el diestro Javier Conde también ha realizado puntuales incursiones dentro del mundo del cine, participando en diferentes producciones nacionales e internacionales. Concretamente, apareció vestido de torero, en compañía de Rosario Flores, en el film Hable con ella (2002), de Pedro Almodóvar; en El puente de San Luis Rey (2004), de Mary McGuckian, donde caracteriza al matador de Camila; y en el largometraje Manolete (2007), de Menno Meyjes, donde interviene como torero en las escenas que transcurren en la plaza, junto al protagonista Adrien Brody, encarnando el papel de Manuel Rodríguez «Manolete».

## Premios
- 1994: Triunfador del certamen "Zapato de Oro" de Arnedo (La Rioja).[9]